# Kurpara

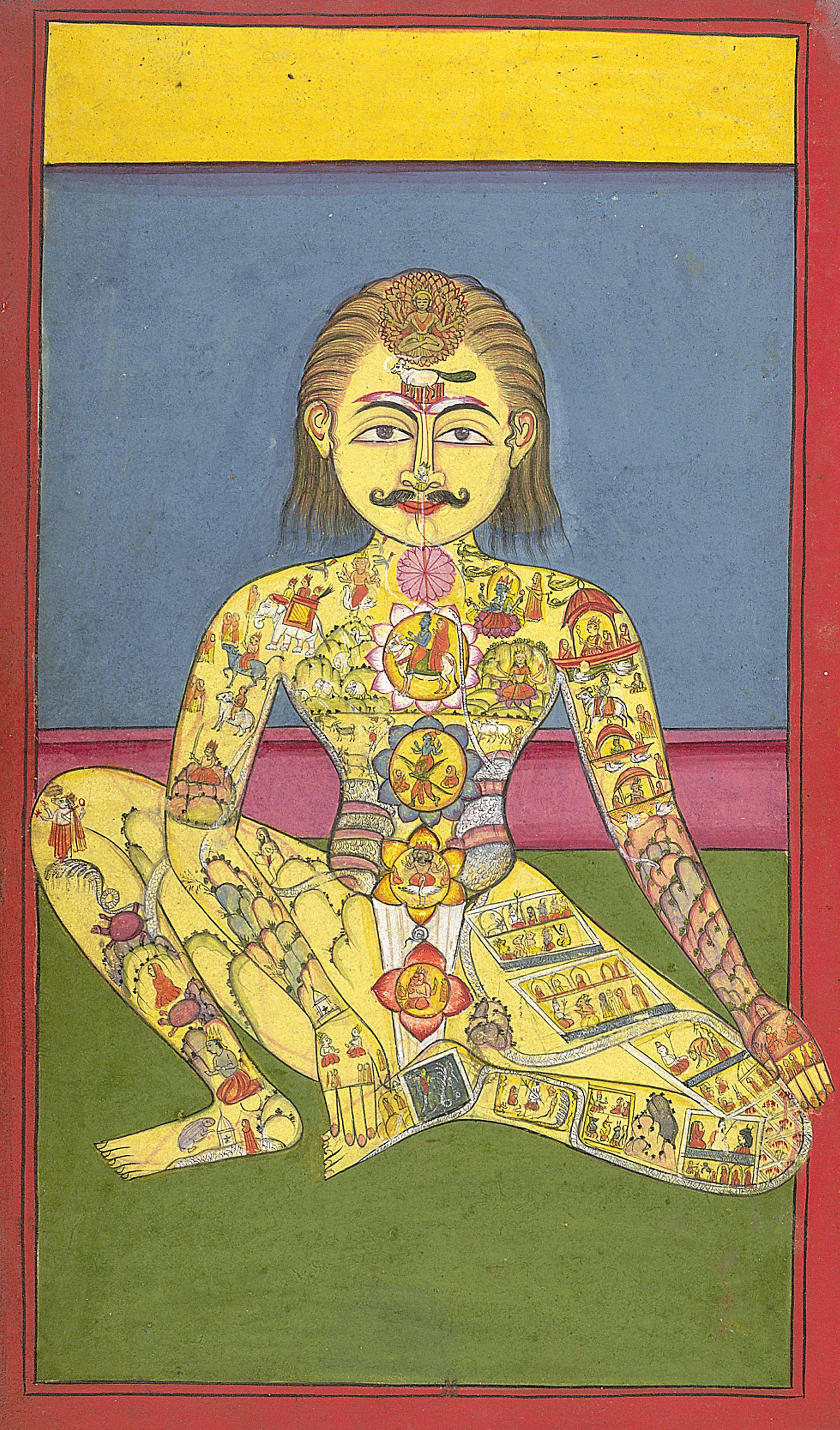
oude Tibetaanse kaart met de 7 Chakra's en de belangrijkste marmapunten

Kurpara (kurparapunt) is een marmapunt gelegen op de armen. Marmapunten worden in Oosterse filosofieën gebruikt bij massage, yoga, reflexologie en reiki. Men gelooft dat een marmapunt op een nadi ligt en zo een uitwerking kan hebben op een bepaald lichaamsdeel, proces of emotie
| Kurpara |                                                                                      |
| ------- | ------------------------------------------------------------------------------------ |
| Positie | Kurpara is gelegen op weerszijden van elke elleboog, er zijn dus vier kurparapunten. |
| Functie | dit punt heeft invloed op de lever, de urinewegen en het pancreas                    |

## Overige marmapunten
Naar schatting zijn er 62.000 marmapunten in het lichaam. De belangrijkste 52 zijn: